# دانيال ليبسكند
دانيال لبسكند (بالبولندية: Daniel Libeskind) من مواليد 12 أيار 1946 بولندا ويتمتع بالجنسية الأمريكية وهو مهندس معماري معاصر يهودي صهيوني، فاز بالعديد من المسابقات المعمارية إضافة إلى المتحف اليهودي، برلين ومتحف الفن الحديث في دنفر (بالإنجليزية: the Denver Art Museum) الولايات المتحدة الأمريكية بالإضافة إلى العديد من المباني الخاصة والعامة حول العالم، وهو الحائز على الفوز بمسابقة أبراج التجارة العالمية (بالإنجليزية: the World Trade Center) عام 2003.

## روابط خارجية
- دانيال ليبسكند على موقع الموسوعة البريطانية (الإنجليزية)
- دانيال ليبسكند على موقع مونزينجر (الألمانية)